# لورينزو كارتر
لورينزو كارتر (بالإنجليزية: Lorenzo Carter)‏ هو لاعب كرة قدم أمريكية أمريكي، ولد في 10 ديسمبر 1995.